# Climacteris picumnus
El corretroncos pardo (Climacteris picumnus) es una especie de ave paseriforme de la familia Climacteridae propia del este de Australia.

## Subespecies
- Climacteris picumnus melanota
- Climacteris picumnus picumnus
- Climacteris picumnus victoriae